# Beaumont-sur-Grosne
Beaumont-sur-Grosne est une commune française située dans le département de Saône-et-Loire en région Bourgogne-Franche-Comté.

## Géographie
Beaumont-sur-Grosne se situe dans la plaine chalonnaise, à quelques kilomètres de Sennecey-le-Grand.

### Climat
Pour des articles plus généraux, voir Climat de la Bourgogne-Franche-Comté et Climat de Saône-et-Loire.
En 2010, le climat de la commune est de type climat océanique dégradé des plaines du Centre et du Nord, selon une étude du Centre national de la recherche scientifique s'appuyant sur une série de données couvrant la période 1971-2000. En 2020, Météo-France publie une typologie des climats de la France métropolitaine dans laquelle la commune est exposée à un climat semi-continental et est dans la région climatique Bourgogne, vallée de la Saône, caractérisée par un bon ensoleillement (1 900 h/an), un été chaud (18,5 °C), un air sec au printemps et en été et des vents faibles.
Pour la période 1971-2000, la température annuelle moyenne est de 11,4 °C, avec une amplitude thermique annuelle de 18 °C. Le cumul annuel moyen de précipitations est de 840 mm, avec 10,6 jours de précipitations en janvier et 7,1 jours en juillet. Pour la période 1991-2020, la température moyenne annuelle observée sur la station météorologique de Météo-France la plus proche, « Saint-Marcel », sur la commune de Saint-Marcel à 13 km à vol d'oiseau, est de 12,3 °C et le cumul annuel moyen de précipitations est de 818,4 mm. 
La température maximale relevée sur cette station est de 41,8 °C, atteinte le 12 août 2003 ; la température minimale est de −20 °C, atteinte le 16 janvier 1985,,.
Les paramètres climatiques de la commune ont été estimés pour le milieu du siècle (2041-2070) selon différents scénarios d'émission de gaz à effet de serre à partir des nouvelles projections climatiques de référence DRIAS-2020. Ils sont consultables sur un site dédié publié par Météo-France en novembre 2022.

## Urbanisme

### Typologie
Au 1er janvier 2024, Beaumont-sur-Grosne est catégorisée commune rurale à habitat dispersé, selon la nouvelle grille communale de densité à sept niveaux définie par l'Insee en 2022.
Elle est située hors unité urbaine. Par ailleurs la commune fait partie de l'aire d'attraction de Chalon-sur-Saône, dont elle est une commune de la couronne,. Cette aire, qui regroupe 109 communes, est catégorisée dans les aires de 50 000 à moins de 200 000 habitants,.

### Occupation des sols
L'occupation des sols de la commune, telle qu'elle ressort de la base de données européenne d’occupation biophysique des sols Corine Land Cover (CLC), est marquée par l'importance des territoires agricoles (87,1 % en 2018), en diminution par rapport à 1990 (91,5 %). La répartition détaillée en 2018 est la suivante : prairies (49,9 %), terres arables (37,1 %), forêts (8,5 %), zones urbanisées (4,4 %). L'évolution de l’occupation des sols de la commune et de ses infrastructures peut être observée sur les différentes représentations cartographiques du territoire : la carte de Cassini (XVIIIe siècle), la carte d'état-major (1820-1866) et les cartes ou photos aériennes de l'IGN pour la période actuelle (1950 à aujourd'hui).

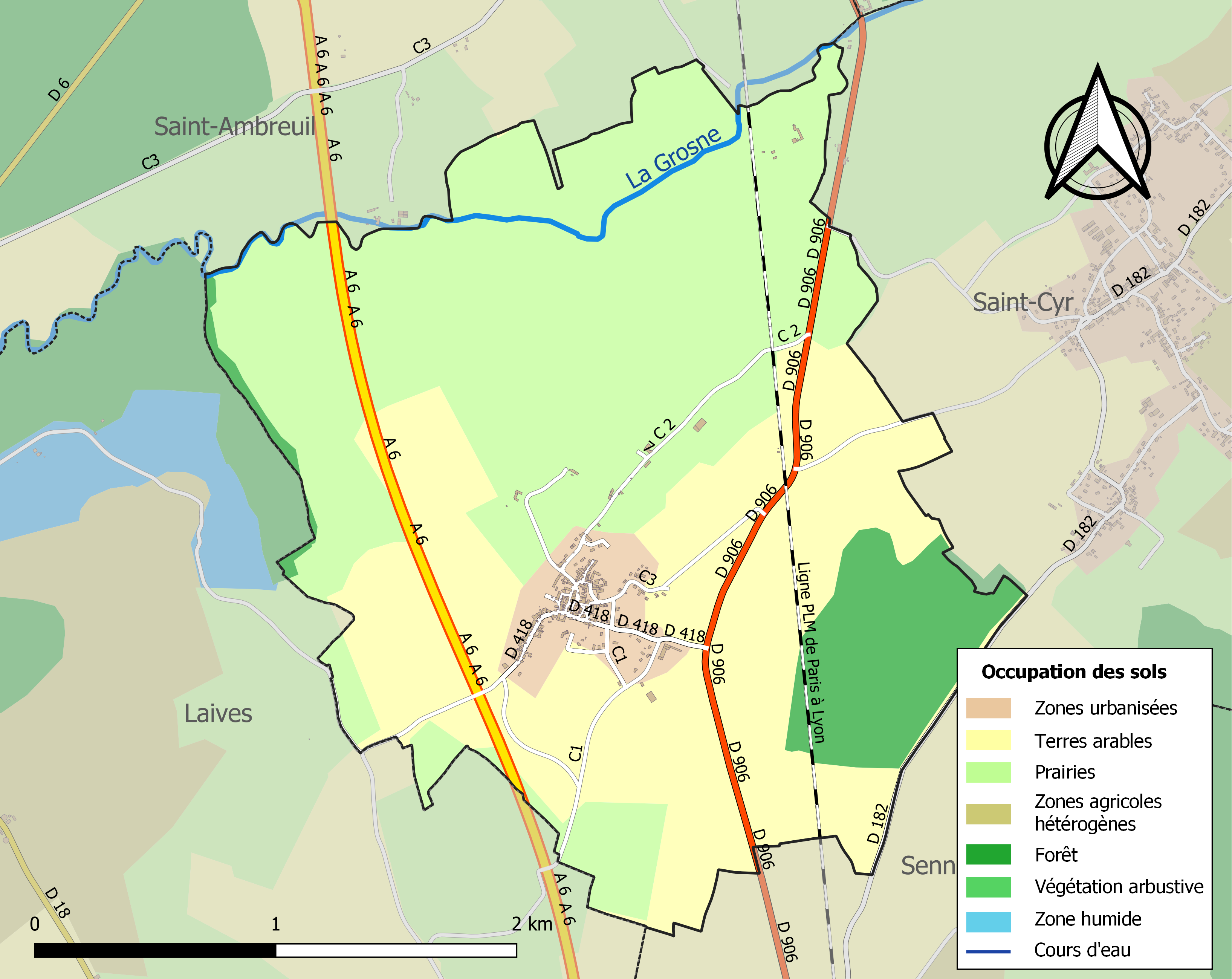
Carte des infrastructures et de l'occupation des sols de la commune en 2018 (CLC).

## Politique et administration

### Tendances politiques et résultats

#### Élections présidentielles
Le village de Beaumont-sur-Grosne place en tête à l'issue du premier tour de l'élection présidentielle française de 2017, Marine Le Pen (RN) avec 28,57 % des suffrages. Mais lors du second tour, Emmanuel Macron (LaREM) est en tête avec 60,53 %.

#### Élections législatives
Le village de Beaumont-sur-Grosne faisant partie de la quatrième circonscription de Saône-et-Loire, place en tête lors du 1er tour des élections législatives françaises de 2022, Cécile Untermaier (PS), députée sortante, avec 30,28 % des suffrages comme lors du second tour, avec cette fois-ci, 59,29 % des suffrages.

#### Élections régionales
Le village de Beaumont-sur-Grosne place la liste "Pour la Bourgogne et la Franche-Comté" menée par Gilles Platret (LR) en tête, dès le 1er tour des élections régionales de 2021 en Bourgogne-Franche-Comté, avec 27,27 % des suffrages. Lors du second tour, les habitants décideront de placer la liste de "Notre Région Par Cœur" menée par Marie-Guite Dufay, présidente sortante (PS) en tête, avec cette fois-ci, près de 45,05 % des suffrages. Devant les autres listes menées par Gilles Platret (LR) en seconde position avec 30,63 %, Julien Odoul (RN), troisième avec 18,92 % et en dernière position celle de Denis Thuriot (LaREM) avec 5,41 %.

#### Élections départementales
Le village de Beaumont-sur-Grosne faisant partie du canton de Pierre-de-Bresse place le binôme de Jean-Claude BECOUSSE (DVD) et Colette BELTJENS (DVD), en tête, dès le 1er tour des élections départementales de 2021 en Saône-et-Loire avec 47,75 % des suffrages. Lors du second tour, les habitants décideront de placer de nouveau le binôme de Jean-Claude BECOUSSE (DVD) et Colette BELTJENS (DVD), en tête, avec cette fois-ci, près de 77,92 % des suffrages. Devant l'autre binôme menée par Delphine DUGUÉ (DVG) et Mickaël MANIEZ (DVG) qui obtient 39,81 %.

### Liste des maires de Beaumont-sur-Grosne
| Période                                  | Période   | Identité           | Étiquette | Qualité                      |
| ---------------------------------------- | --------- | ------------------ | --------- | ---------------------------- |
| 1985                                     | juin 1995 | Robert Hetzel      |           | instituteur retraité         |
| juin 1995                                | mars 2008 | Jean Pacaud        |           | exploitant agricole retraité |
| mars 2008                                | en cours  | Jean-Pierre Bonnot |           | ingénieur à la retraite      |
| Les données manquantes sont à compléter. |           |                    |           |                              |

## Démographie
L'évolution du nombre d'habitants est connue à travers les recensements de la population effectués dans la commune depuis 1793. Pour les communes de moins de 10 000 habitants, une enquête de recensement portant sur toute la population est réalisée tous les cinq ans, les populations de référence des années intermédiaires étant quant à elles estimées par interpolation ou extrapolation. Pour la commune, le premier recensement exhaustif entrant dans le cadre du nouveau dispositif a été réalisé en 2005.

En 2022, la commune comptait 333 habitants, en évolution de −3,2 % par rapport à 2016 (Saône-et-Loire : −1,06 %, France hors Mayotte : +2,11 %).
| 1793 | 1800 | 1806 | 1821 | 1831 | 1836 | 1841 | 1846 | 1851 |
| ---- | ---- | ---- | ---- | ---- | ---- | ---- | ---- | ---- |
| 488  | 457  | 470  | 463  | 460  | 423  | 430  | 443  | 440  |

| 1856 | 1861 | 1866 | 1872 | 1876 | 1881 | 1886 | 1891 | 1896 |
| ---- | ---- | ---- | ---- | ---- | ---- | ---- | ---- | ---- |
| 476  | 436  | 424  | 426  | 411  | 387  | 362  | 353  | 329  |

| 1901 | 1906 | 1911 | 1921 | 1926 | 1931 | 1936 | 1946 | 1954 |
| ---- | ---- | ---- | ---- | ---- | ---- | ---- | ---- | ---- |
| 311  | 284  | 262  | 250  | 266  | 233  | 237  | 241  | 213  |

| 1962 | 1968 | 1975 | 1982 | 1990 | 1999 | 2005 | 2006 | 2010 |
| ---- | ---- | ---- | ---- | ---- | ---- | ---- | ---- | ---- |
| 194  | 201  | 186  | 247  | 257  | 269  | 302  | 306  | 333  |

| 2015 | 2020 | 2022 | - | - | - | - | - | - |
| ---- | ---- | ---- | - | - | - | - | - | - |
| 348  | 332  | 333  | - | - | - | - | - | - |

## Culture locale et patrimoine

### Lieux et monuments
- L'église Notre-Dame-de-l'Assomption, inscrite aux Monuments historiques en 1986, renfermant diverses statues en bois polychrome, une Vierge du XVe siècle, un christ (qui fut mutilé à la Révolution), une poutre de gloire du XIIe siècle et le cénotaphe de Pierre d'Amoncourt, abbé de La Ferté en 1550[23]. S'y trouve également la pierre tombale d'un ancien officier du régiment de Saintonge[24].

## Pour approfondir